# Tellina
Tellina è un genere di molluschi della famiglia Tellinidae.

## Specie
- Tellina aequistriata Say, 1824
- Tellina agilis Stimpson, 1857
- Tellina alerta Boss, 1964
- Tellina alternata Say, 1822
- Tellina americana Dall, 1900
- Tellina amianta Dall, 1900
- Tellina angulosa Gmelin, 1791
- Tellina bodegensis Hinds, 1845
- Tellina candeana D'Orbigny, 1842
- Tellina carpenteri Dall, 1900
- Tellina cerrosiana Dall, 1900
- Tellina coani Keen, 1971
- Tellina colorata Dall, 1900
- Tellina consobrina D'Orbigny, 1842
- Tellina cristallina Spengler, 1798
- Tellina cumingii Hanley, 1844
- Tellina diantha Boss, 1964
- Tellina donacina
- Tellina elucens Mighels, 1845
- Tellina euvitrea Boss, 1964
- Tellina exerythra Boss, 1964
- Tellina fabula Gmelin, 1791
- Tellina fausta Pulteney, 1799
- Tellina flucigera Dall, 1908
- Tellina gibber Von Ihering, 1907
- Tellina gouldii Hanley, 1846
- Tellina guildingii Hanley, 1844
- Tellina idae Dall, 1891
- Tellina inaequistriata Donovan, 1802
- Tellina iris Say, 1822
- Tellina juttingae Altena, 1965
- Tellina laevigata Linnaeus, 1758
- Tellina lamellata Carpenter, 1855
- Tellina lineata Turton, 1819
- Tellina listeri Roding, 1798
- Tellina lutea W. Wood, 1828
- Tellina magna Spengler, 1798
- Tellina martinicensis D'Orbigny, 1842
- Tellina mera Say, 1834
- Tellina meropsis Dall, 1900
- Tellina modesta (Carpenter, 1864)
- Tellina nitens C. B. Adams, 1845
- Tellina nuculoides (Reeve, 1854)
- Tellina oahuana
- Tellina ochracea Carpenter, 1864
- Tellina pacifica Dall, 1900
- Tellina paramera Boss, 1964
- Tellina persica Dall et Simpson, 1901
- Tellina pristiphora Dall, 1900
- Tellina probina Boss, 1964
- Tellina proclivis Hertlein et Strong, 1949
- Tellina prora Hanley, 1844
- Tellina punicea Born, 1778
- Tellina pygmaea
- Tellina radiata Linnaeus, 1758
- Tellina reclusa Dall, 1900
- Tellina recurvata Hertlein et Strong, 1949
- Tellina rubescens Hanley, 1844
- Tellina sandix Boss, 1968
- Tellina similis J. Sowerby, 1806
- Tellina simulans C. B. Adams, 1852
- Tellina squamifera Deshayes, 1855
- Tellina sybaritica Dall, 1881
- Tellina tabogensis Salisbury, 1934
- Tellina tampaensis Conrad, 1866
- Tellina tenella A. E. Verrill, 1874
- Tellina tenuis
- Tellina texana Dall, 1900
- Tellina variegata
- Tellina versicolor DeKay, 1843
- Tellina vespuciana (d'Orbigny, 1842)
- Tellina virgo Hanley, 1844